# فاکس استار استودیوز
فاکس استار استودیوز (انگلیسی: Fox Star Studios) کمپانی توزیع و پخش فیلم که از همکاری کمپانی فاکس قرن بیستم و کمپانی استار که کمپانی هندی است حاصل شده‌است.

## فیلم شناسی
- کوکو (فیلم ۲۰۱۴)
- نیرو (فیلم ۲۰۱۱)
- بنگ بنگ!
- باغی ۲